# بيتر واتس
بيتر واتس (بالإنجليزية: Peter Watts)‏‏ (25 يناير 1958 في كالغاري - ) عالم حيواني، وكاتب، وكاتب خيال علمي، وأحيائي، وكاتب سيناريو، وروائي، وعالم الأحياء البحرية، وكاتب قصص قصيرة من كندا.

## الجوائز
- جائزة هوغو لأفضل رواية

## روابط خارجية
- بيتر واتس على موقع IMDb (الإنجليزية)
- بيتر واتس على موقع ميوزك برينز (الإنجليزية)
- بيتر واتس على موقع قاعدة بيانات الفيلم (الإنجليزية)